# Pers (Cantal)
Pers település Franciaországban, Cantal megyében. Lakosainak száma 274 fő (2018. január 1.). Pers Glénat, Lacapelle-Viescamp, Omps, Roumégoux, Saint-Gérons, Saint-Mamet-la-Salvetat, La Ségalassière, Le Rouget és Le Rouget-Pers községekkel határos.

## Népesség
A település népességének változása:
| Lakosok száma | 361  | 327  | 244  | 209  | 234  | 297  | 301  | 302  | 277  | 274  |
|               | 1962 | 1968 | 1982 | 1990 | 1999 | 2008 | 2011 | 2013 | 2017 | 2018 |